# There Is a Hell, Believe Me I've Seen It. There Is a Heaven, Let's Keep It a Secret
There Is a Hell, Believe Me, I've Seen It. There Is a Heaven, Let's Keep It a Secret, è il terzo album in studio del gruppo musicale metalcore britannico Bring Me the Horizon, pubblicato il 4 ottobre 2010 nella maggior parte dell'Europa dalla Visible Noise e negli Stati Uniti dalla Epitaph Records.

## Descrizione
Registrato tra marzo e giugno del 2010 negli IF Studio a Frölunda di Gothenburg, in Svezia, e nel Sunset Lodge Studios di Los Angeles, California, è stato prodotto da Fredrik Nordström e Henrick Udd, e vede la partecipazione dell'artista canadese Lights, di Josh Franceschi del gruppo musicale inglese You Me at Six e di Josh Scogin dei The Chariot come voci ospiti e del produttore Skrillex in diverse tracce.
There Is a Hell, Believe Me, I've Seen It. There Is a Heaven, Let's Keep It a Secret è stato acclamato dalla critica musicale, che ha lodato i musicisti, il contenuto dei testi, le sperimentazioni e la maturità in confronto ai precedenti lavori della band. Nella musica dell'album, principalmente descritta dalla critica come metalcore, vi sono infatti vari elementi dai più disparati generi, come musica classica, musica elettronica, post-rock, rock psichedelico, hardcore punk e progressive metal.
I testi, definiti «personali» e «oscuri» dai componenti della band, sono stati scritti dal cantante Oliver Sykes. Quest'ultimo li ha descritti come «concettuali», e al riguardo ha dichiarato:

## Successo commerciale
L'album è entrato in molte classifiche, tra cui quelle di Australia, Canada, Germania, Svezia, Stati Uniti e Regno Unito, debuttando direttamente al primo posto in Australia e al tredicesimo (primo posto nella classifica rock e metal) nel Regno Unito. Dall'album sono stati estratti due singoli, tra cui It Never Ends che è entrato alla terza posizione della Official Rock & Metal Chart e all'undicesima della Official Independent Chart.

## Tracce
Testi di Oliver Sykes, musiche dei Bring Me the Horizon.
1. Crucify Me (feat. Lights) – 6:19
2. Anthem – 4:49
3. It Never Ends – 4:34
4. Fuck (feat. Josh Franceschi) – 4:55
5. Don't Go (feat. Lights) – 4:58
6. Home Sweet Hole – 4:37
7. Alligator Blood – 4:31
8. Visions – 4:08
9. Blacklist – 4:00
10. Memorial – 3:09
11. Blessed with a Curse – 5:08
12. The Fox and the Wolf (feat. Josh Scogin) – 1:42

Tracce bonus nell'edizione iTunes britannica
1. It Never Ends (Video)
2. Chelsea Smile - Live at Warped Tour 2010 (Video)

Tracce bonus nell'edizione giapponese
1. Chelsea Smile (KC Blitz Remix)
2. Football Season Is Over (After the Night Remix)
3. The Sadness Will Never End (Skrillex Remix)

## Formazione
Bring Me the Horizon
- Oliver Sykes – voce
- Lee Malia – chitarra
- Jona Weinhofen – chitarra
- Matt Kean – basso
- Matt Nicholls – batteria, percussioni

Altri musicisti
- Skrillex – programmazione aggiuntiva
- Jamie Kossoff - cori
- Jon Courtney – cori
- Lights – voce in Crucify Me e Don't Go
- Kaleo James – cori in Fuck
- Anna Maria Engberg – cori in Crucify Me
- Elin Engberg – cori in Crucify Me
- The Fredman Choristers – cori in Crucify Me e It Never Ends
- Josh Franceschi – voce in Fuck
- Josh Scogin – voce e chitarra aggiuntiva in The Fox and the Wolf

## Classifiche
| Classifica (2010)          | Posizione massima |
| -------------------------- | ----------------- |
| Australia                  | 1                 |
| Canada                     | 22                |
| Giappone                   | 70                |
| Regno Unito                | 13                |
| Regno Unito (rock & metal) | 1                 |
| Stati Uniti                | 17                |
| Stati Uniti (alternative)  | 18                |
| Stati Uniti (hard rock)    | 2                 |
| Stati Uniti (independent)  | 2                 |
| Stati Uniti (rock)         | 2                 |
| Svezia                     | 30                |